# Трубодеталь
АО "Трубодеталь" — промышленное предприятие, расположенное в Советском районе города Челябинска Челябинской области. Выпускает соединительные детали трубопроводов.

## История
Комбинат производственных предприятий треста «Бензинопроводстрой» был создан в 1949 году в Новосинеглазовском поселке Челябинской области.
Комбинат выпускал простые металлические конструкции и железобетонные изделия для народнохозяйственных строек СССР. Первая стройка, которую он обеспечивал выпускаемыми материалами, была прокладка бензинопровода «Уфа-Челябинск-Новосибирск».
В 1960-х годах в СССР началось крупное строительство газо- и нефтепроводов. На заводе "Трубодеталь" было освоено производство соединительных деталей для обеспечения трубных магистралей, включая газопровод «Бухара-Урал».
За годы работы ОАО «Трубодеталь» принимало участие в строительстве газопроводов Уренгой-Помары-Ужгород; Ямал-Европа; Балтийская трубопроводная система.
1974 - Завод является единственным предприятием в стране по выпуску соединительных деталей большого диаметра. Совет министров СССР удостаивает завод переходящего Красного Знамени за досрочное выполнение народнохозяйственного плана. 
1990 - Сложнейший период не только для страны, но и для ее промышленности, в том числе нефтегазовой. В связи с прекращением строительства трубопроводов, завод ПО «Трубодеталь» начинает осваивать производство утеплительных кровельных панелей. 
1994 - К моменту приватизации ПО «Трубодеталь» находилось на грани банкротства. Со сменой руководства с 1994 года «Трубодеталь» начинает привлекать инвесторов. На заводе начинается реконструкция, внедрение передовых технологий, осваивается новая продукция. ПО «Трубодеталь» преобразуется в ОАО «Трубодеталь». 
В настоящее время предприятие выпускает изделия для трубопроводов различного назначения для магистральных и технологических трубопроводов и нефтепродуктопроводов, изделия из сталей повышенной коррозийной стойкости и хладостойкости для обустройства газовых и нефтяных месторождений (всего по более чем 140 типоразмерам).
С 2005 года предприятие является одним из дочерних предприятий “Объединенной металлургической компании”.

## Интересный факт
- АО "Трубодеталь" является крупнейшим налогоплательщиком Челябинской области[5].
- В 2020 году АО "Трубодеталь" начало реализацию проекта по оцифровке существующих производственных зданий в формат информационных моделей (BIM)[6]